# To the Edge of the Earth
To The Edge of the Earth é um Wal-Mart exclusivo e EP gravado pela banda estadunidense 30 Seconds to Mars, lançado em 2008, que inclui um CD/DVD combo feito apenas com material ambientalmente amigável. Não deve ser confundido com o "single" Edge of the Earth, do primeiro álbum da banda, 30 Seconds to Mars (álbum).

## Lista de faixas
| CD  |                                           |         |  |
| N.º | Título                                    | Duração |  |
| 1.  | "A Beautiful Lie"                         | 4:05    |  |
| 2.  | "A Beautiful Lie" (Single Shot Version)   | 4:06    |  |
| 3.  | "A Beautiful Lie" (Live Acoustic Version) | 3:40    |  |

| DVD |                                      |         |  |
| N.º | Título                               | Duração |  |
| 1.  | "A Beautiful Lie" (Extended Version) | 7:59    |  |
| 2.  | "A Beautiful Lie" (Short Edit)       | 4:46    |  |